# Монастырь Милешева
Монастырь Милешева (серб. Манастир Милешева) — сербский православный монастырь на реке Милешевце, близ Приеполья, основанный князем Стефаном Владиславом в 1218—1219 годах. Ансамбль фресок церкви Вознесения в Милешевой — один из шедевров сербского искусства Средних веков.

## История
Монастырь был основан в 1218—1219 года князем Стефаном Владиславом (впоследствии королём Сербии). В 1236 году он перенёс сюда мощи своего дяди Святого Саввы из Велико-Тырново в Болгарии, где тот умер.
В 1377 году в монастырской церкви королём Сербии и Боснии был коронован боснийский бан Твртко I. Здесь же Стефан Вукшич Косача был возведён в титул герцога святого Саввы (вследствие чего управлявшиеся им территории получили названия Герцеговины). В XV веке в здесь находилась кафедра митрополита Боснии-Герцеговины. В 1459 году турки сожгли монастырь, однако обитель вскоре была восстановлена.
В XVI веке в монастыре была типография, печатавшая церковные книги. В середине XVI века, во времена патриаршества Макария, монастырь был основательно отремонтирован. В конце того же века монастырь посетили паломники из России, которые принесли с собой дары от Ивана Грозного и валашских и молдавских правителей. В 1594 году турки изъяли из обители мощи святого Саввы, а затем публично сожгли их на холме Врачар в Белграде.
В 1863 году была проведена новая реставрация монастыря.

## Архитектура

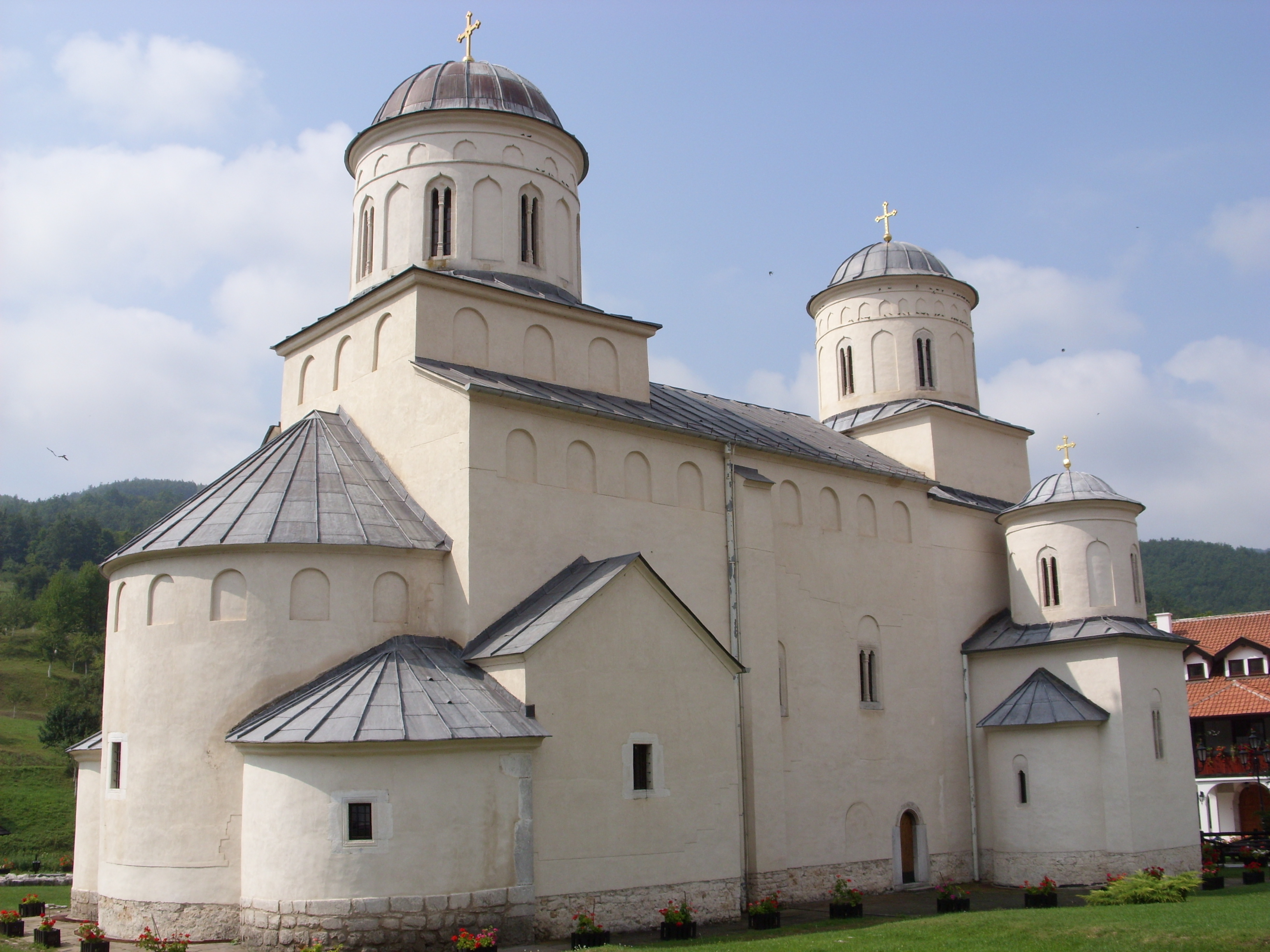
Церковь Вознесения

Храм Вознесения Христова в Милешевой принадлежит к архитектурному типу рашской школы и представляет собой однонефную постройку простых геометрических форм с трехчастной апсидой. Церковь когда-то имела мраморный портал со скульптурным декором (сохранился один лев).

## Фрески

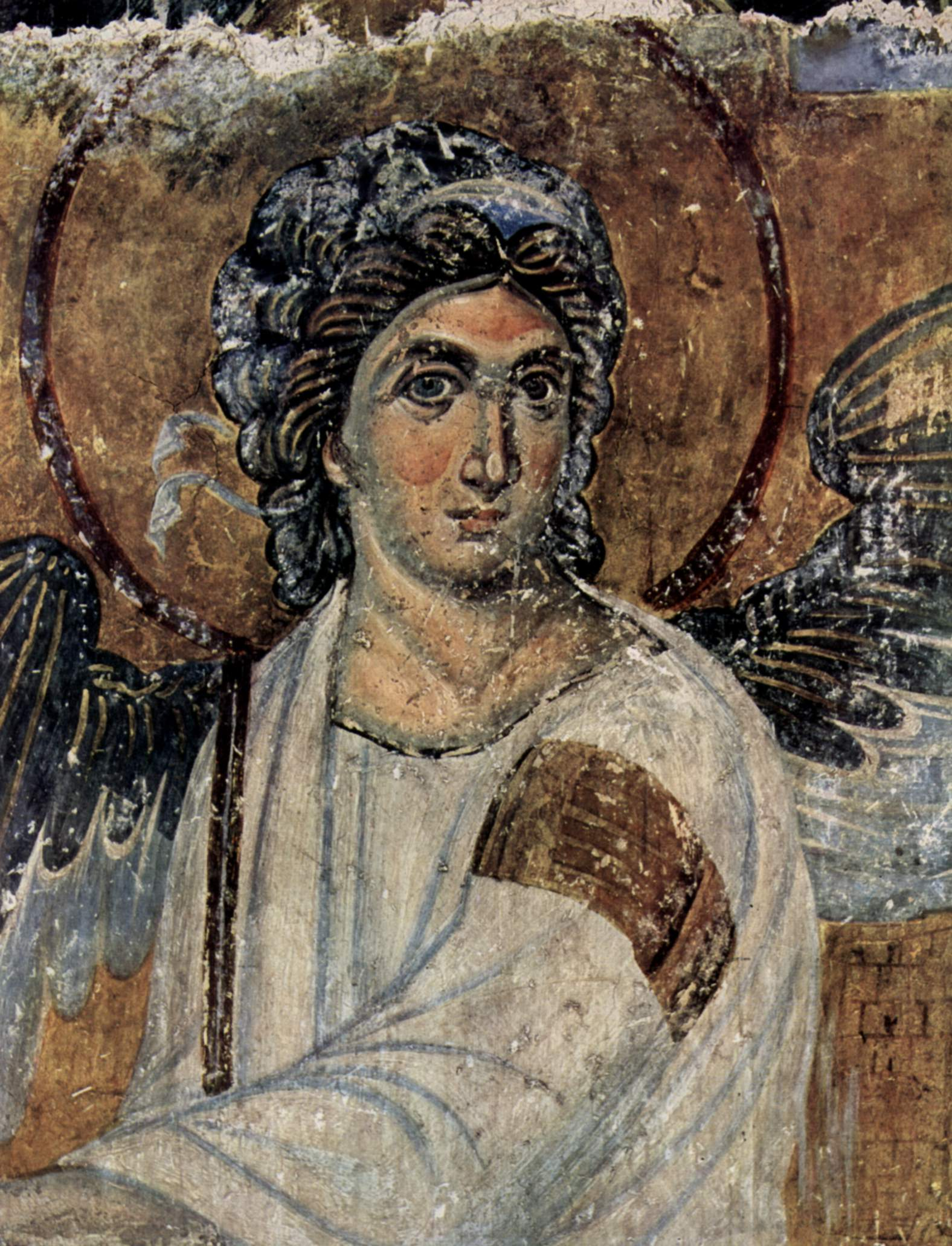
Белый ангел. Деталь фрески «Жёны-мироносицы». Первая треть XIII века

Монастырь известен своими уникальными фресками. Росписи в наосе церкви имеют золотые фоны, расчерченные квадратиками, чем имитируется впечатление мозаики. Под этой фреской на южной стене изображен с макетом церкви в руках ктитор Владислав, которого Богородица подводит ко Христу. В нартексе и алтаре на синих фонах изображены архиереи, святые воины, мученики и монахи. В апсиде была изображена Богородица (фреска утрачена) и Поклонение святых отцов (фрагменты), в куполе — Вознесение, на восточной стене — редкая сцена «Христос благословляет апостолов перед Своим Вознесением». В пространстве господствуют изображения Великих праздников.
Композиция «Жёны-мироносицы» включает деталь Белый ангел — один из величайших шедевров сербского и православного искусства, созданного в  1222―1228 годах.
На северной стене нартекса храма изображены представители династии Неманичей: Стефан Неманя (как монах Симеон), святой Савва Сербский (как архиепископ), Стефан Первовенчанный и его сыновья Радослав и Владислав. Напротив Неманичей святые Константин и Елена и неизвестный византийский император (возможно, Иоанн III Ватац), напротив него игумен Милешевой. Светские властители обращены с молитвенно протянутыми руками к Савве и Симеону Немане, которые благословляют их и поручают, видимо, Христу (Его образ утрачен).
В 1236 году Владислав пристроил к храму внешний нартекс с боковыми капеллами, где поместил тело святого Саввы, перенесенное из Тырнова. В это время исполнена огромная композиция Страшного Суда на основании текста святого Ефрема Сирина.
Главная особенность живописных образов Милешева — внутренняя сосредоточенность, одухотворенное, лирическое начало. Фрески Милешева отличает мягкая и нежная красота, колорит построен на светлых тонах. Эти черты соотносят росписи Милешева с искусством Палеологовского возрождения не только хронологически, но и в стилевом отношении.